# Ottaviano
Ottaviano – miejscowość i gmina we Włoszech u podnóży Wezuwiusza (ostatni wybuch w 1905 zniszczył prawie całe miasto), w regionie Kampania, w prowincji Neapol.
Według danych na rok 2004 gminę zamieszkiwało 22 549 osób, 1186,8 os./km².